# Podul Prieteniei Giurgiu-Ruse
Podul Prieteniei (în bulgară Мост на дружбата, Most na drujbata sau, mai des întâlnit, Дунав мост, Dunav most) este un pod din oțel peste fluviul Dunăre, care leagă malul nordic bulgăresc de malul sudic românesc, și respectiv orașele Ruse și Giurgiu.
Deschis la 20 iunie 1954, și proiectat de V. Andreev, podul are 2,8 kilometri lungime și este unul dintre cele două poduri peste Dunăre, alături de Podul Calafat-Vidin, în sectorul de graniță dintre România și Bulgaria, restul traficului fiind preluat de bacuri. Are atât o punte rutieră cu două benzi, cât și una pentru traficul feroviar, precum și trotuare pentru pietoni. Secțiunea centrală de 85 m lungime poate fi ridicată pentru a permite trecerea navelor mai mari. Această secțiune centrală mobilă este supusă periodic la revizii de către partea română, în atribuțiile căreia intră buna ei funcționare. Construcția a durat doi ani și jumătate și a beneficiat de sprijinul URSS.

## Istorie
Studiile privind posibilitatea de a construi un pod peste Dunăre și de a implementa astfel o cale de comunicație între Europa de Vest și Centrală pe de o parte și peninsula Balcanică pe de alta, încep încă de la sfârșitul Războiului Crimeei (1853 – 1856). Construcția podului peste acest sector navigabil al fluviului a fost gândită și în contextul construcției liniei de cale ferată. Sub presiunea Austro-Ungariei, Imperiul Otoman a colaborat la construcția liniei Viena – Belgrad – Sofia – Constantinopol, cu ramificație de la Niš la Salonic.
La trei ani după Războiul Ruso-Turc din 1877-1878, care a dus la independența României și crearea unei Bulgarii autonome, în 1881 s-au stabilit primele contacte între principatele Bulgariei și României, la care s-a discutat și posibilitatea de construcție a podului peste Dunăre.
Ideea părții române, în 1884, era de a construi un pod între Sviștov și Zimnicea. Prim-ministrul bulgar Petko Karavelov⁠(d) era rezervat, pentru că la acea dată o conexiune în acele puncte nu era în acord cu planurile de rețea feroviară din Bulgaria și ar fi încurcat prea mult finanțele principatului. Probabil, Karavelov nu era convins de sinceritatea ofertei românilor, întrucât din 1882 Bucureștiul a luat măsuri pentru a îndruma traficul din Europa de Vest și Europa Centrală către portul Constanța.
În 1890, partea română a inițiat o licitație la București pentru construcția unui pod peste Dunăre în această direcție. La licitație au fost prezenți „Alexandru Marghiloman, ministrul lucrărilor publice; Duca, directorul căilor ferate și inginerul Silaghi”. La licitație au participat șapte companii, printre care și Eifel. Prețul cel mai scăzut a fost propus de compania Fives Lille, și deci ei i s-a încredințat proiectarea și construirea.
La începutul secolului al XX-lea, ideea de a construi un pod peste Dunăre între Bulgaria și România a intrat într-o nouă etapă. Perioada coincide cu una în care exista deja un concept clar pentru construcția rețelelor feroviare din cele două țări. Dezvoltarea economică accelerată a Bulgariei la începutul secolului al XX-lea a determinat căutarea de relații noi cu Austro–Ungaria, Germania, Franța și cu alte țări avansate. Frecventele conflicte economice și politice între Serbia și Austro-Ungaria (cum ar fi „războiul porcilor” din 1906 – 1911) au afectat în mod negativ schimburile Bulgariei cu Europa Centrală și de Vest. Austro–Ungaria, la rândul său, căuta și ea modalități de a ocoli Serbia în legăturile sale economice cu Bulgaria și cu Turcia.
Negocierile au încetinit după declarația de independență a Bulgariei⁠(d) (22 septembrie 1908) și problemele legate de recunoașterea ei. La 9 aprilie 1909, România a recunoscut independența Bulgariei. Tema principală a negocierilor între cele două țări era construirea unui pod peste Dunăre. Prim-ministrul român a declarat că trebuie înființată o comisie mixtă româno-bulgară care să studieze problema. În opinia sa personală, cel mai potrivit amplasament pentru pod era între Somovit și Corabia. Guvernul bulgar a primit cu satisfacție oferta românilor. La Sofia a fost numită comisia care urma să studieze în detaliu variantele de amplasament pentru viitorul pod.
În perioada Primului și celui de al Doilea Război Balcanic și, ulterior, a Primului Război Mondial, negocierile dintre cele două țări au fost suspendate temporar.
În anii 1920 au început discuțiile preliminare legate de construcția podului peste Dunăre, din partea Bulgariei, discuții care ulterior au implicat România, Grecia, Polonia, Iugoslavia și alte țări. Negocierile au fost extrem de dinamice, la fel ca înainte războaie, numeroasele țări neputând ajunge la un acord. Ideea de bază care s-a consolidat, totuși, a fost construcția unui pod în zona Corabia – Ghighen. Argumentele erau de natură geografică, cadrul natural – terenul, solurile – având toate caracteristicile și condițiile pentru a crea o asemenea structură, cât și politice și economice.
După al Doilea Război Mondial s-au reluat negocierile cu privire la construcția podului peste Dunăre, care să lege malul românesc de cel bulgar. Obiectul a fost numit „889”. În decizia sa din 11 martie 1950, Biroul Politic al CC al Partidului Comunist Bulgar și-a exprimat acordul cu condițiile oferite de din partea guvernului sovietic pentru construirea unui pod peste Dunăre în zona desemnată – Giurgiu-Ruse, precum și cu încredințarea lucrărilor de construcție Ministerului Transporturilor din Uniunea Sovietică.
Podul a fost dat în folosință la 21 iunie 1954.
Întrucât de la construire podul nu a avut o renovare masivă, pe partea română s-au efectuat lucrări de reamenajare a accesului și reabilitare a podului în anii 2015–2016.

## Taxele rutiere

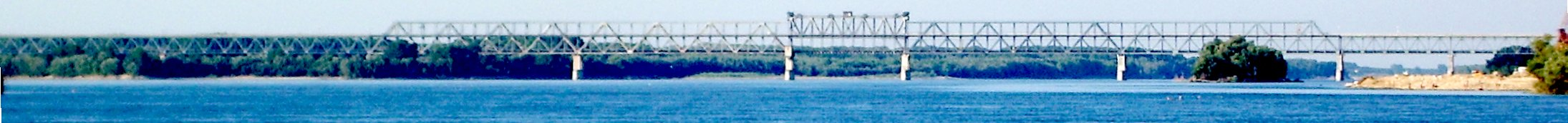
Panoramă a podului, văzut din amonte

La trecerea podului, se aplică următoarele taxe:
| Tip de vehicul                                                                                   | Euro | Lei | Leva |
| ------------------------------------------------------------------------------------------------ | ---- | --- | ---- |
| Până la 8 + 1 locuri;                                                                            | 3    | 15  | 4    |
| Până la 3,5 tone                                                                                 | 6    | 28  | 12   |
| Camioane de la 7,5 tone; vehicule, între 9 și 23 de locuri                                       | 12   | 53  | 23   |
| Camioane de până la 12 t                                                                         | 18   | 79  | 35   |
| Camioanele de peste 12 tone cu până la trei osii; mijloace de transport cu mai mult de 23 locuri | 25   | 110 | 49   |
| Camioanele de peste 12 tone, cu 4 sau mai multe osii                                             | 37   | 163 | 72   |

Sunt disponibile abonamente de 20 de ieșiri, valabile până la sfârșitul anului calendaristic, cu câte 20 de treceri, aplicând o reducere de 10–20% în funcție de categoria de vehicule; de asemenea, doar pentru categoria autoturismelor, există abonamente lunare pentru riverani, cu 31 de treceri, în valoare de 39 de lei (8 euro). Traversarea pe bicicletă este gratuită.